# Thomas Parits
Thomas Parits (* 7. Oktober 1946 in Siegendorf) ist ein ehemaliger österreichischer Fußballspieler, -trainer und -funktionär.

## Leben
Thomas Parits absolvierte nach dem Pflichtschulabschluss eine Lehre als Bauschlosser. Mit 17 Jahren begann er seine Profi-Karriere als Fußballer. Er ist verheiratet und hat zwei Töchter. Parits gehört der Minderheit der Burgenlandkroaten an.

## Karriere
Im Sommer 1964 bekam der 17-jährige Stürmer Thomas Parits bei FK Austria Wien seinen ersten Profivertrag. Er erzielte sein erstes offizielles Tor in einem Freundschaftsspiel gegen Slavia Prag im September 1964. Sein erstes Pflichtspieltor allerdings gelang Parits erst in seinem dreizehnten Liga-Einsatz als Austrianer (im März 1965 gegen den Wiener Sportclub).
Von Trainer Ernst Ocwirk zu Beginn der Saison 1970/71 von der Austria zum 1. FC Köln geholt, verließ er den Verein bereits ein Jahr später wieder in Richtung Eintracht Frankfurt. Dort spielte er bis 1974 und bestritt insgesamt 103 Bundesligaspiele, in denen er 23 Tore erzielte. Im letzten Jahr gewann er mit der Eintracht den Deutschen Pokal.
Nach seiner Zeit in der deutschen Bundesliga spielte er für den spanischen Verein Granada CF, nochmals für Austria Wien (1977–79) und beendete seine aktive Karriere schließlich bei VOEST Linz. In 258 Bewerbsspielen für Austria Wien erzielte Parits 100 Tore.
Als Trainer arbeitete er für den SC Neusiedl am See, Austria Wien (österreichischer Meister 1985), VSE St. Pölten und Admira Wacker.
Parits spielte 27-mal in der österreichischen Nationalmannschaft.
Seit 20. Oktober 2006 ist Thomas Parits  beim Wiener Traditionsklub FK Austria Wien, zuerst als General Manager und nach der Ausgliederung des Profispielbetriebes in eine Aktiengesellschaft, als Vorstand für sportliche Belange tätig. Mit Ende der Saison 2014/15 legt Parits diese Funktion zurück und tritt damit in den Ruhestand.

## Statistik (unvollständig)
- 27 Länderspiele und fünf Tore für die Österreichische Fußballnationalmannschaft
- Bundesliga (Deutschland)
  - 29 Spiele; 5 Tore 1. FC Köln
  - 74 Spiele; 18 Tore Eintracht Frankfurt
- DFB-Pokal
  - 9 Spiele; 5 Tore Eintracht Frankfurt
  - 8 Spiele; 2 Tore 1. FC Köln
- Liga-Pokal
  - 9 Spiele; 3 Tore Eintracht Frankfurt
- UEFA-Pokal
  - 8 Spiele; 1 Tor 1. FC Köln

## Erfolge
als Spieler
- 1967 ÖFB-Cupsieger
- 1969, 1970, 1978, 1979 Österreichischer Meister
- 1970 DFB-Pokal-Finale
- 1974 DFB-Pokal-Sieger
- 1978 Europacupfinale im Europapokal der Pokalsieger mit Austria Wien

als Trainer
- 1985 Österreichischer Meister mit Austria Wien
- 1988 Österreichischer Meister (2. Division) mit VSE St. Pölten